# Ion Olteanu (regizor)
Ion Olteanu (n.  ?) a fost un regizor de teatru român, distins cu titlul de Artist Emerit.

## Distincții
- Medalia Muncii (9 iunie 1954) „pentru merite deosebite în domeniul artei teatrale”[1]
- titlul de Artist Emerit al Republicii Populare Romîne (25 decembrie 1957) „cu prilejul împlinirii a zece ani de activitate a Teatrului Municipal din București, pentru merite deosebite în activitatea artistică”[2]